# Adam (jméno)
Adam je mužské jméno pocházející z hebrejštiny, kde termín אדם Ádám znamená „člověk“. Není to v pravém slova smyslu vlastní jméno, naopak ve svém původním významu je to obecné označení pro člověka. Toto slovo je příbuzné se slovem אדמה adamá znamenajícím „země“, „půda“.
V Bibli se tímto slovem označuje jak člověk obecně, tak ve spojení „syn(ové) člověka“ („Synové Adama“) lidé jako pomíjivé bytosti.
Více o Adamovi a Evě pod heslem Adam a Eva.

## Domácké podoby
Adámek, Áďa, Áda, Adí, Aďas, Adýsek, Adásek, Aďásek, Adouš, Adínek, Adamík, Adamča, Ady, Adoš, Adys, Aďoch, Adík, Ádík, Ádíček, Adíček, Aďuša

## Statistické údaje
Následující tabulka uvádí četnost jména v ČR a pořadí mezi mužskými jmény ve srovnání dvou roků, pro které jsou dostupné údaje MV ČR – lze z ní tedy vysledovat trend v užívání tohoto jména:
| Rok       | Četnost       | Pořadí   |
| 1999      | 14 290        | 54.      |
| 2002      | 16 128        | 53.      |
| 2006      | 25 629        | 41.      |
| 2007      | 28 054        | 40.      |
| 2013      | 41 912        | 68.      |
| 2016      | 47 837        | 62.      |
| Porovnání | o 33 547 více | o 8 hůře |

Změna procentního zastoupení tohoto jména mezi žijícími muži v ČR (tj. procentní změna se započítáním celkového úbytku mužů v ČR za sledované tři roky 1999–2002) je +13,7%, což svědčí o poměrně strmém nárůstu obliby tohoto jména.
Podle údajů ČSÚ se za rok 2006 jednalo o 6. nejčastější mužské jméno novorozenců.

## Jméno Adam v jiných jazycích
- Italsky: Adamo
- Španělsky: Adán
- Slovensky, srbsky, polsky, německy, anglicky, francouzsky, rusky: Adam
- Maďarsky: Ádám
- Hebrejsky: אדם (Ádám)
- Turecky: Adem

## Data jmenin
- Český kalendář: 24. prosince
- Slovenský kalendář: 24. prosince
- Římskokatolický církevní kalendář: nevyskytuje se

## Známí nositelé jména
- biblický Adam
- Adam Benedikt Bavorovský († 1636) – římskokatolický kněz, opat Emauzského kláštera v Praze
- Adam z Ditrichštejna (1527–1590) – rakouský diplomat
- Adam z Ebrachu († 1166) – opat cisterciáckého opatství Ebrach
- Adam František ze Schwarzenbergu (1680–1732) – rakouský a český šlechtic
- Adam z Fuldy (1445–1505) – německý řeholník, hudební skladatel a básník
- Adam de la Halle (1237–1288) – francouzský truvér, básník a hudební skladatel,
- Adam Pavel Slavata (1604–1657) – český šlechtic
- Adam-Philippe de Custine (1740–1793) – francouzský generál
- Adam ze Šternberka (1575–1623) – český šlechtic a vysoký zemský úředník
- Adam Václav Michna z Otradovic (1600–1676) – český hudební skladatel
- Adam Václav Těšínský (1574–1617) – těšínský kníže
- Adam z Valdštejna (1569–1638) – český šlechtic, nejvyšší pražský purkrabí
- Daniel Adam z Veleslavína (1546–1599) – český tiskař a nakladatel
- Adam Asnyk (1838–1897) – polský básník
- Adam Bartsch (1757–1821) – rakouský mědirytec
- Adam Brody (* 1979) – americký herec
- Adam Clayton (* 1960) – britský baskytarista (U2)
- Adam Gontier (* 1978) – kanadský zpěvák, bývalý frontman kapely Three Days Grace, člen kapely Saint Asonia
- Adam Kajumi (* 1999) – český influencer, videobloger a hudebník afghánského původu
- Adam František Kollár (1718–1783) – slovenský spisovatel
- Adam Komers (* 1965) – český reportér a podnikatel
- Adam Kraus (* 1982) – český herec
- Adam Johann von Kruzenštern (1770–1846) – ruský mořeplavec
- Adam Levine (* 1979) – americký zpěvák, herec a člen skupiny Maroon 5
- Adam Lambert (* 1982) – americký zpěvák
- Adam Małysz (* 1977) – polský skokan na lyžích
- Adam Mickiewicz (1798–1855)  – polský spisovatel
- Adam Opel (1837–1895)  – německý podnikatel
- Adam Politzer (1835–1920) – rakouský lékař
- Adam Rucki (1951–2020) – český římskokatolický kněz
- Adam Sandler (* 1966) – americký herec
- Adam Smith (1723–1790) – skotský ekonom
- Adam Vojtěch (* 1986) – český politik a právník, bývalý ministr zdravotnictví České republiky